# Awa Kokubun-ji
 (juillet 2023).
Si vous disposez d'ouvrages ou d'articles de référence ou si vous connaissez des sites web de qualité traitant du thème abordé ici, merci de compléter l'article en donnant les références utiles à sa vérifiabilité et en les liant à la section « Notes et références ».
Kokubun-ji est le 15e temple du pèlerinage de Shikoku au Japon.

## Localisation
Il est situé sur la municipalité de Tokushima, préfecture de Tokushima, au Japon.
On y accède, depuis le temple 14, Joraku-ji, après une marche d'environ 1 km en ville.

## Histoire et description
C'est un des temples provinciaux Kokubun-ji. Il a été fondé par Gyogi et est devenu le temple officiel de la province d'Awa sur ordre de l'empereur Shōmu en 741. Le temple a été brûlé au XVIe siècle par Chōsokabe Morichika, puis reconstruit en 1742 et converti au rite Sōtō du bouddhisme zen.
En 2015, le Awa Kokubun-ji est désigné Japan Heritage avec les 87 autres temples du pèlerinage de Shikoku.